# Ligne de Diakofto à Kalavryta
La ligne de chemin de fer de Diakofto à Kalavryta est une ligne de chemin de fer à crémaillère à voie de 750 mm de Grèce. Longue d’environ 22 kilomètres, elle se situe dans le nord du Péloponnèse à proximité du golfe de Corinthe, à 50 kilomètres de Patras et 150 km d’Athènes.  
Mise en service en 1896, elle est exploitée par ΤΡΑΙΝ.Ο.Σ.Ε. Α.Ε. La page web officielle permet d'effectuer la réservation en ligne.

## Histoire
La ligne est ouverte en 1896. Elle passe par les gorges du Vouraïkos et comporte un arrêt à la gare de Zachloroú, à proximité du monastère de Méga Spílaion.
Des travaux de rénovation sur la partie nord de la ligne (gros travaux d’entretien des ponts, élargissement de tunnels et remplacement de la crémaillère) ont eu lieu de 2007 à 2009. La ligne a été rouverte en juin 2009. Il y a désormais trois aller-retour du lundi au vendredi et cinq aller-retour le week-end.

## Caractéristiques
La crémaillère de type Abt à deux lames équipe environ 3,4 kilomètres de la ligne sur 3 sections distinctes. Sur ces sections, la pente maximale est de 202 ‰. Les courbes ont un rayon minimum de 50 mètres dans les zones à crémaillère, et de 40 mètres dans les zones sans crémaillère. La ligne compte 6 tunnels et 55 ponts et viaducs. La vitesse maximum autorisée est de 40 km/h en adhérence, et 12 km/h sur les sections à crémaillère.

## Exploitation
La ligne appartient au réseau des Οργανισμός Σιδηροδρόμων Ελλάδας (OSE, Organisme des chemins de fer de la Grèce) et l'exploitation est assurée par ΤΡΑΙΝ.Ο.Σ.Ε. Α.Ε. (exploitant).
Le parc de matériel roulant de la ligne Diakofto — Kalavrita est constitué par six rames diesel-électrique. Les trois premières, numérotées ΑΒδφπτ 3001 à 3003 (anciennement ΑΔΚ 01 à 03) ont été construites par Billard en 1959. Elles ont été rejointes en  1967 par 3 rames quasiment identiques, mais avec un moteur plus puissant, numérotées ΑΒδφπτ 3004 à 3006 fabriquées par Decauville. Ces rames sont constituées de deux voitures (une motrice à moteur électrique et une remorque) avec, intercalé entre elles, un petit fourgon générateur contenant un groupe électrogène. En outre, une locomotive à vapeur numérotée ΔΚ8001 (anciennement ΔΚ1), construite par les Anciens Établissements Cail en 1891, est préservée et est utilisée pour les trains spéciaux.
Quatre nouvelles rames diesel-électrique à 3 caisses ont été commandées en 2007 à Stadler Rail pour remplacer les anciennes. Elles ont été mises en service en 2009 et sont numérotées dans la série 3107 à 3110.

## Galerie de photographies

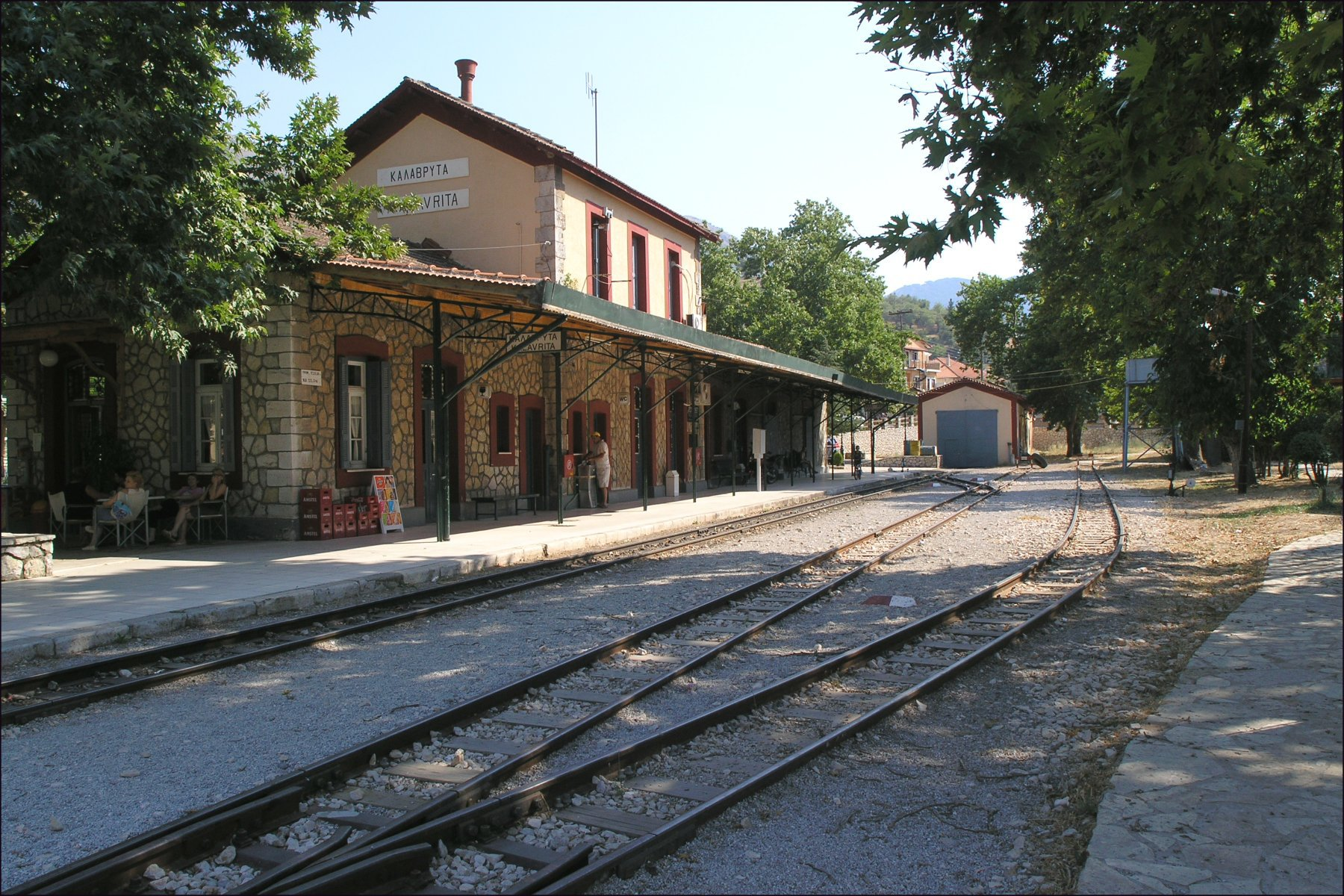
Gare de Kalavryta.
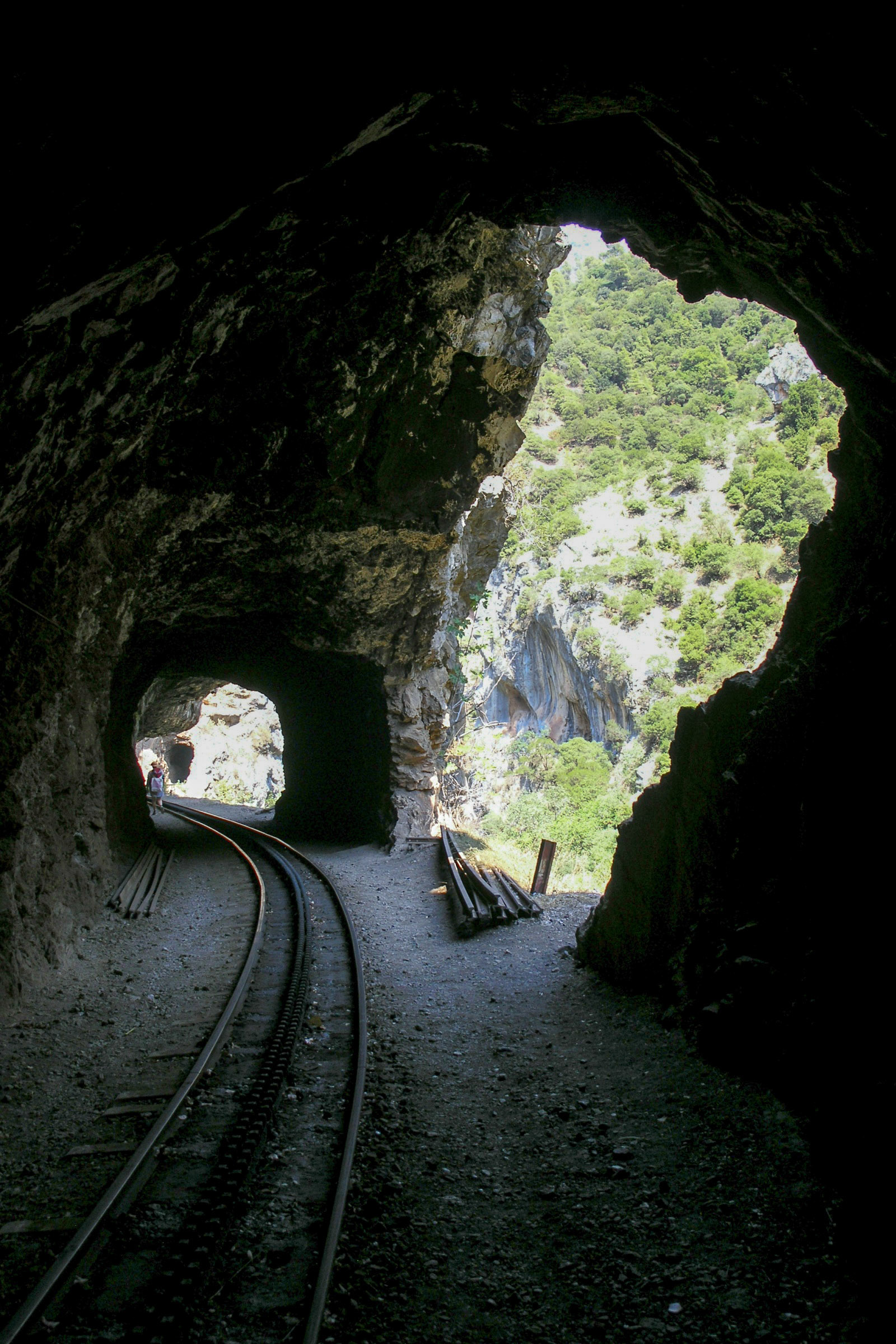
Gorges de Vouraïkos.
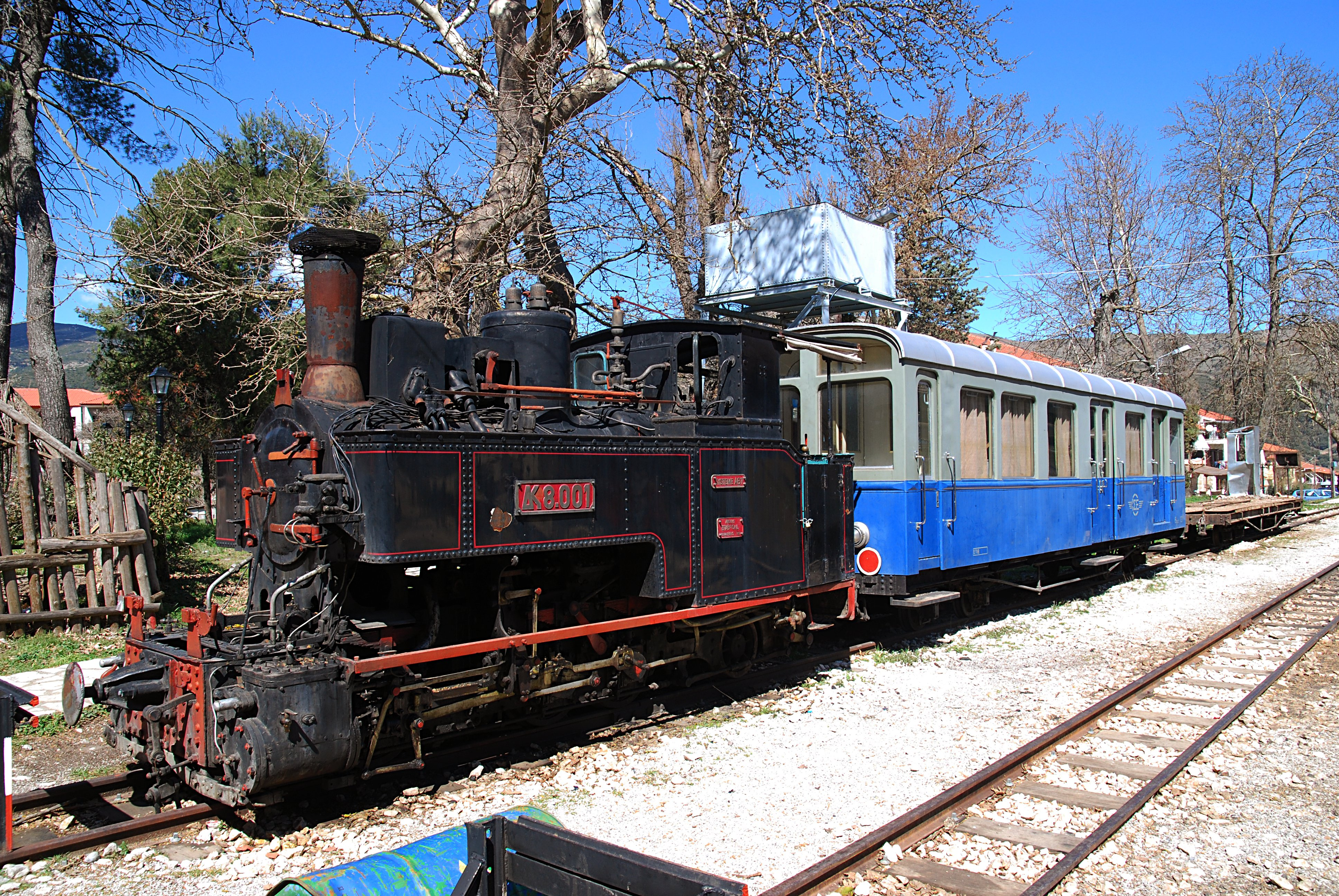
Locomotive Cail.
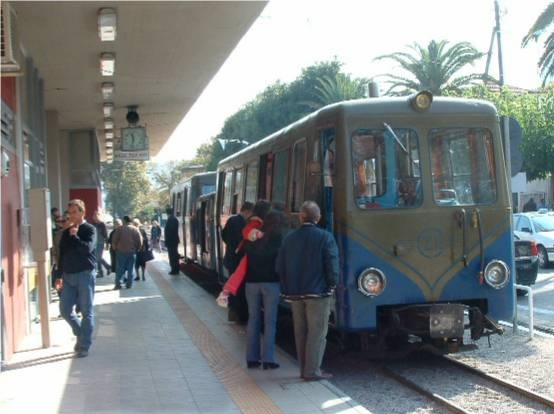
Une rame avec un fourgon contenant un groupe électrogène pour alimenter les moteurs.